# Ujong Kareung
Ujong Kareung is een bestuurslaag in het regentschap Sabang van de provincie Atjeh, Indonesië. Ujong Kareung telt 699 inwoners (volkstelling 2010).